# Legion (DC Comics)
Legion è un super criminale immaginario dell'Universo DC. Fu creato da Keith Giffen, Gerard Jones, e Romeo Tanghal. È un nemico di Abin Sur, la Lanterna Verde del settore spaziale 2814, della Lanterna Verde della Silver Age e del Corpo delle Lanterne Verdi. La sua sola comparsa avvenne nella miniserie del 1990 Lanterna Verde: Alba di Smeraldo.

## Biografia del personaggio
Legion fu introdotto nella miniserie a fumetti del 1990 Lanterna Verde: Alba di Smeraldo, che mostra i primi tempi della carriera di Hal Jordan come Lanterna Verde della Silver Age.
I tempi antichi, il Corpo delle Lanterne Verdi ebbe a che fare con il pianeta Tchk-Tchk nel settore spaziale 407, casa di una razza insettoide molto aggressiva. Dopo aver conquistato il loro stesso pianeta, cominciarono a sparpagliarsi per tutta la galassia, nel quale punto i Guardiani dell'Universo inviarono le Lanterne Verdi ad arrestare l'avanzata dei Tchk-Tchk e bloccarli sul loro pianeta.
Incapaci di andarsene, i Tchk-Tchk consumarono velocemente la loro quantità di cibo e cominciarono gradualmente a morire. Capendo cosa stava accadendo, decisero di inserire le loro menti in una nuova invenzione, il Vaso dell'Anima, nel quale divennero una sorta di alveare mentale. Una volta che furono tutte le menti al suo interno, si costruirono un nuovo corpo e si autonominarono Legione.
Scoprendo in fretta che questo nuovo corpo era sufficientemente potente da infrangere la barriera delle Lanterne, Legion decise di vendicarsi sui Guardiani. Riuscì ad uccidere le Lanterne dei settori spaziali 2817, 2816 e 2815 prima di incontrare Abin Sur. La Lanterna non fu in grado di battersi contro Legion, a causa del colore giallo che ricopriva il suo corpo, tuttavia riuscì a sopravvivere all'incontro.
Seguendo la traccia energetica di Abin Sur, Legion si trovò sulla Terra, dove dopo aver saputo della morte di Abin Sur decise di vendicarsi uccidendo il suo rimpiazzo, Hal Jordan.
Quando Legion trovò Jordan, l'anello di quest'ultimo era scarico, facendo così credere a Legion di averne perduto le tracce. Arrabbiato, distrusse ogni luogo in cui l'anello era stato. Jordan ne approfittò per tornare alla navicella di Abin Sur e ricaricare l'anello, cosa che attrasse di nuovo l'attenzione di Legion. Jordan fece quindi detonare i reattori della navicella, utilizzando l'anello per proteggersi, e di conseguenza credendo che Legion fosse morto.
Tuttavia, Legion fuggì sulla Luna, dove continuò la sua vendetta. Quando Jordan fu preso e addestrato da Kilowog, Legion andò su Oa per un assalto finale contro i Guardiani. Irruppe facilmente contro le loro difese, e sia Jordan che Kilowog furono costretti ad assistere nella difesa di Oa. Niente sembrava in grado di fermarlo, e molte Lanterne rimasero uccise. Cercò la cittadella dei Guardiani, ma Jordan, riflettendo con calma, lo coprì di fango (così che il suo anello potesse avere effetto su di lui) e infranse la sua armatura, credendo che questo lo avrebbe ucciso. Invece, la sua coscienza assorbì il potere di Oa e crebbe in proporzioni immense.
I Guardiani fuggirono da Oa, ma Jordan rimase a confrontarsi con Legion. La Lanterna si immerse nella Batteria del Potere Centrale, ottenendo un immenso potere, e fu in grado di lanciare Legion nello spazio, dove le altre Lanterne lo riportarono su Tchk-Tchk per ricominciare, si spera, una nuova vita.
Legion non ricomparve più, dopo che la serie fu ret-connessa fuori dalla continuità DC dopo gli eventi di Crisi infinita e La Guerra dei Sinestro Corps (come spiegato nella storia "Origini Segrete" in Lanterna Verde (vol. 4)).